# Вашингтонская конференция (1921—1922)
Вашингтонская конференция 1921-1922 — международная конференция об ограничении морских вооружений и проблемах Дальнего Востока и бассейна Тихого океана. Проходила с 11 ноября 1921 года по 6 февраля 1922 года в конгресс-холле Constitution Hall, в Вашингтоне. В работе конференции приняли участие США, Великобритания, Китай, Япония, Франция, Италия, Бельгия, Нидерланды и Португалия, а также пять британских доминионов, хотя основные вопросы решались тройкой сильнейших морских держав США — Британская Империя — Япония. Советская Россия не получила приглашения в Вашингтон, вследствие чего заявила о своём непризнании любых решений конференции.
Вашингтонская конференция была созвана по инициативе США, которые рассчитывали добиться благоприятного для себя решения вопроса о морских вооружениях и закрепления нового соотношения сил в Китае и в бассейне Тихого океана. Конференция также была направлена против национально-освободительного движения народов колониальных и зависимых стран. Советское правительство, не получившее приглашения на конференцию, заявило 19 июля и 2 ноября 1921 года протест против отстранения России от участия в вопросах конференции, а 8 декабря 1921 года направило протест против обсуждения на ней вопроса о Китайско-восточной железной дороге. В декабре 1921 года в Вашингтон прибыла делегация Дальневосточной республики, но она не была допущена на конференцию.

## Характеристика условий
Ко времени проведения конференции Англия была должна Соединенным Штатам  4,5 млрд долл., Франция — 3,5 млрд долл., Италия — 1,8 млрд долл.

## Основные договоры
Договор четырёх держав от 13 декабря 1921 года, который стал известен как «Четверной тихоокеанский трактат» или «Дальневосточная Антанта». В него входили такие страны как США, Великобритания, Франция и Япония. Договор имел целью объединить силы союзников против национально-освободительного движения народов бассейна Тихого океана и Дальнего Востока. Согласно этому договору подписанты обязались взаимно уважать права на острова и островные владения в Тихом океане. Договор предусматривал также (под давлением американской дипломатии) ликвидацию англо-японского союза 1902 года, направленного в тот период против планов США на Дальнем Востоке и в бассейне Тихого океана. Против англо-японского союза высказывались и некоторые британские доминионы (в первую очередь Канада), которые опасались усиления Японии за счет Китая и других стран Дальнего Востока. Таким образом, соглашение юридически закрепляло статус-кво и временное равновесие четырёх держав в Тихоокеанском регионе.
Договор пяти держав, более известный как Вашингтонское морское соглашение 1922 года. Договор между США, Великобританией, Японией, Францией и Италией об ограничении морских вооружений. Соглашение устанавливало соотношение тоннажа линейных судов и авианосцев США, Англии, Японии, Франции и Италии в следующей пропорции: 5,25 (первые две, у каждой) : 3,15 (Япония) : 1,75 (последние две, у каждой). Было также принято предложение США о запрещении постройки линкоров водоизмещением свыше 35 тыс. т. Соглашение было заключено на срок до 31 декабря 1936 года.
Договор девяти держав от 6 февраля 1922 года, подписанный всеми участниками конференции. Договор касался обеспечения гарантий территориальной целостности Китая, уважения его суверенитета, а также провозглашал принцип «открытых дверей и равных возможностей» по отношению к Китаю в области торговой и предпринимательской деятельности и обязывал не прибегать к использованию внутренней обстановки в Китае с целью получения специальных прав и привилегий, которые могут нанести ущерб правам и интересам иных государств-участников договора. Китай рассматривался участниками договора как общий объект эксплуатации. Этот договор был направлен против притязаний Японии на монопольное господство в Китае. Ещё раньше, 5 февраля 1922 года, Япония вынуждена была подписать так называемое Вашингтонское соглашение — китайско-японское соглашение об эвакуации японских войск из китайской провинции Шаньдун, а также о возвращении Китаю железной дороги Циндао — Цзинань и территории Цзяо-Чжоу. Глава японской делегации дал обязательство, что японское правительство не будет требовать от китайского правительства выполнения пятой группы «двадцати одного требования» Японии о назначении японских советников при китайском правительстве и др. Однако требование Китая о выводе японских войск из Южной Маньчжурии Япония отклонила. Одновременно с Договором девяти держав 6 февраля 1922 года был подписан Трактат о китайском таможенном тарифе, где закреплялись таможенные неравноправия Китая.

### Вашингтонская конференция в произведениях искусства
Ярослав Гашек дал пародийное изображение работы конференции в юмористическом рассказе «Конференция по разоружению» («Osudné sezení odzbrojovací konference»), Rudé právo 2, 1921